# Mockbeggar (Swale)
Mockbeggar – osada w Anglii, w hrabstwie Kent, w dystrykcie Swale. Leży 22 km na wschód od miasta Maidstone i 70 km na wschód od centrum Londynu.